# Poecilostachys festucacea
Poecilostachys festucacea là một loài thực vật có hoa trong họ Hòa thảo. Loài này được (Mez) A.Camus miêu tả khoa học đầu tiên năm 1931.